# Bilirubin
Bilirubin je kemijski spoj koji se sastoji od tetrapirolskog prstena, u ljudskom tijelu nastaje razgradnjom molekule hem, te je zelenkastožuti pigment. Molekula hema sastavni je dio molekule hemoglobina, jednog od najvažnijih spojeva u eritrocitima. 
Bilirubin se izlučuje putem žuči, a njegova razina u krvi je povišena kod nekih bolesti. Ovaj spoj je odgovoran za žutu boju modrica, te za žuticu.

## Biokemija
Raspadom eritrocita otpušta se molekula hemoglobina u krv, koja se u makrofazima razgradi enzimom hem-oksigenaza na verdoglobin. Iz verdoglobina se odcijepi globin koji se razgradi na aminokiseline, otvaranjem hemovog prstena oslobađa se slobodno željezo, koje se dalje kroz krv prenosi bjelančevinom transferinom, te nastaje biliverdin. Blirubin u ljudskom tijelu nastaje iz biliverdina, djelovanjem enzima biliverdin reduktaza. Tako nastao bilirubin nije topljiv u vodi, te se u krvi nalazi vezan za albumine (vrlo mali dio bilirubina se nalazi slobodan u plazmi), a naziva se i nekonjugirani bilirubin. Vezan uz albumine, bilirubin dolazi do jetre, gdje se u hepatocitima konjugira s glukuronskom kiselinom, što ga čini topljivim u vodi. Bilirubin konjugiran s glukuronskom kiselinom se naziva konjugirani bilirubin.
Konjugirani bilirubin izlučuje se preko žuči u tanko crijevo, gdje se dio dalje metabolizira djelovanjem bakterija u probavnom sustavu u urobilinogen, koji se izlučuje stolicom, i dijelom ulazi iz probavnog sustava ponovno u krvotok (enterohepatično kruženje). 

## Hiperbilirubinemija
Hiperbilirubinemija je naziva za povećanje koncentracije bilirubina u krvi čovjeka. Može nastati kao posljedica povećanog nastajanja bilirubina i otežanog izlučivanja bilirubina.
Povećanje koncentracije bilirubina dovodi do žutog obojenja kože i bjeloočnica očiju, što se naziva žutica ili ikterus.
Razlozi hiperbilirubinemije mogu biti raspad eritrocita (npr. hemolitičke anemije), žučni kamenci ili tumor u žučnim vodovima koji mogu blokirati izlučivanje bilirubina, genetički poremećaji metabolizma bilirubina (npr. Gilbertov sindrom, Rotorov sindrom Lucey-Driscollov sindrom).